# Sheerness
Sheerness es una villa del distrito de Swale, en el condado de Kent (Inglaterra). Los ayuntamientos del distrito y del condado se reparten los servicios de la localidad, que está cubierta por dos circunscripciones: Sheerness East y Sheerness West.

## Geografía
Sheerness encuentra en la esquina noroeste de la isla de Sheppey. Hacia el noroeste, a lo largo de la costa del estuario del Támesis, se extienden playas de arena. Al oeste el río Medway desemboca en el estuario. Entre el río y la parte suroeste de la localidad se ubica una zona de humedales conocida como The Lappel y al sur y el este hay marismas. Según la Oficina Nacional de Estadística británica, Sheerness tiene una superficie de 3,04 km².

## Historia
La primera estructura de lo que hoy es Sheerness fue un fuerte construido por orden de Enrique VIII para prevenir que naves enemigas ingresen al Río Medway y ataquen Chatham. En 1666 el fuerte fue reforzado, pero antes de terminarlo fue destruido durante el raid holandés de 1667.

## Demografía
Según el censo de 2001, Sheerness tenía 11 654 habitantes (49,08% varones, 50,92% mujeres) y una densidad de población de 3833,55 hab/km². El 26,02% eran menores de 16 años, el 67,84% tenían entre 16 y 74 y el 6,14% eran mayores de 74. La media de edad era de 34,73 años.
El 94,32% eran originarios de Inglaterra y el 2,56% de otras naciones constitutivas del Reino Unido, mientras que el 1,41% eran del resto de países europeos y el 1,72% de cualquier otro lugar. Según su grupo étnico, el 98% de los habitantes eran blancos, el 0,62% mestizos, el 0,84% asiáticos, el 0,21% negros, el 0,26% chinos y el 0,07% de cualquier otro. El cristianismo era profesado por el 72,2%, el budismo por el 0,21%, el hinduismo por el 0,15%, el judaísmo por el 0,04%, el islam por el 0,62%, el sijismo por el 0,12% y cualquier otra religión por el 0,26%. El 18,68% no eran religiosos y el 7,73% no marcaron ninguna opción en el censo.
Del total de habitantes con 16 o más años, el 34,1% estaban solteros, el 40,83% casados, el 4,28% separados, el 12,11% divorciados y el 8,69% viudos. Había 4868 hogares con residentes, de los cuales el 33,94% estaban habitados por una sola persona, el 14,54% por padres solteros con o sin hijos dependientes, el 27,72% por parejas casadas y el 11,47% sin casar, con o sin hijos dependientes en ambos casos, el 6,26% por jubilados y el 6,06% por otro tipo de composición. Además, había 296 hogares sin ocupar y 7 eran alojamientos vacacionales o segundas residencias.